# Бествіни
Бествіни (пол. Bestwiny) — село в Польщі, у гміні Сенниця Мінського повіту Мазовецького воєводства.
Населення — 156 осіб (2011).
У 1975-1998 роках село належало до Седлецького воєводства.

## Демографія
Демографічна структура станом на 31 березня 2011 року:
|          | Загалом | Допрацездатний вік | Працездатний вік | Постпрацездатний вік |
| -------- | ------- | ------------------ | ---------------- | -------------------- |
| Чоловіки | 89      | 16                 | 63               | 10                   |
| Жінки    | 67      | 11                 | 41               | 15                   |
| Разом    | 156     | 27                 | 104              | 25                   |